# Volkswagen ID.2all
Volkswagen ID.2all — електричний концепт-кар, уперше публічно показаний 15 березня 2023 року. Це попередній перегляд серійної версії, яка буде випущена на європейський ринок у 2025 році.

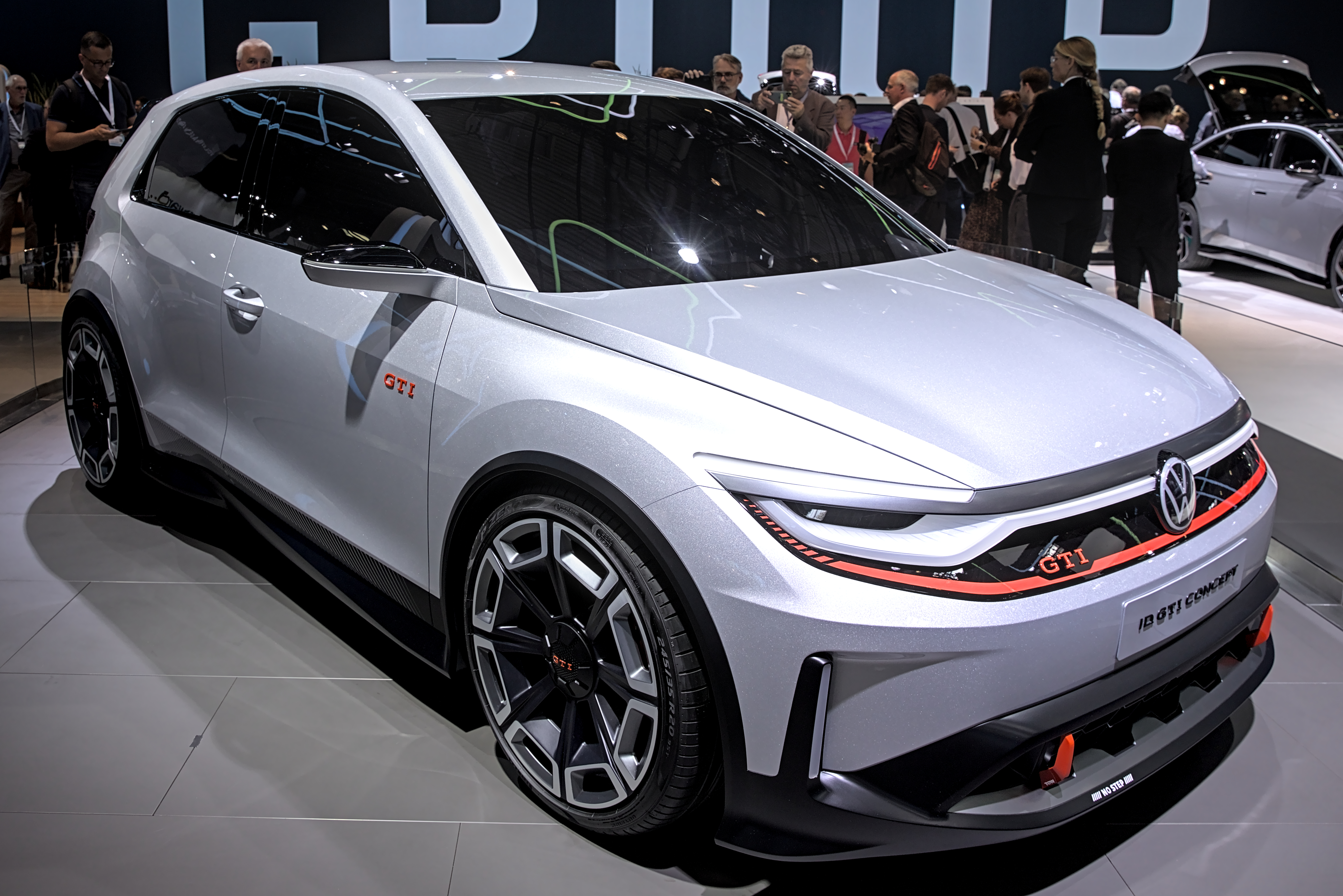
Volkswagen ID.GTI Concept

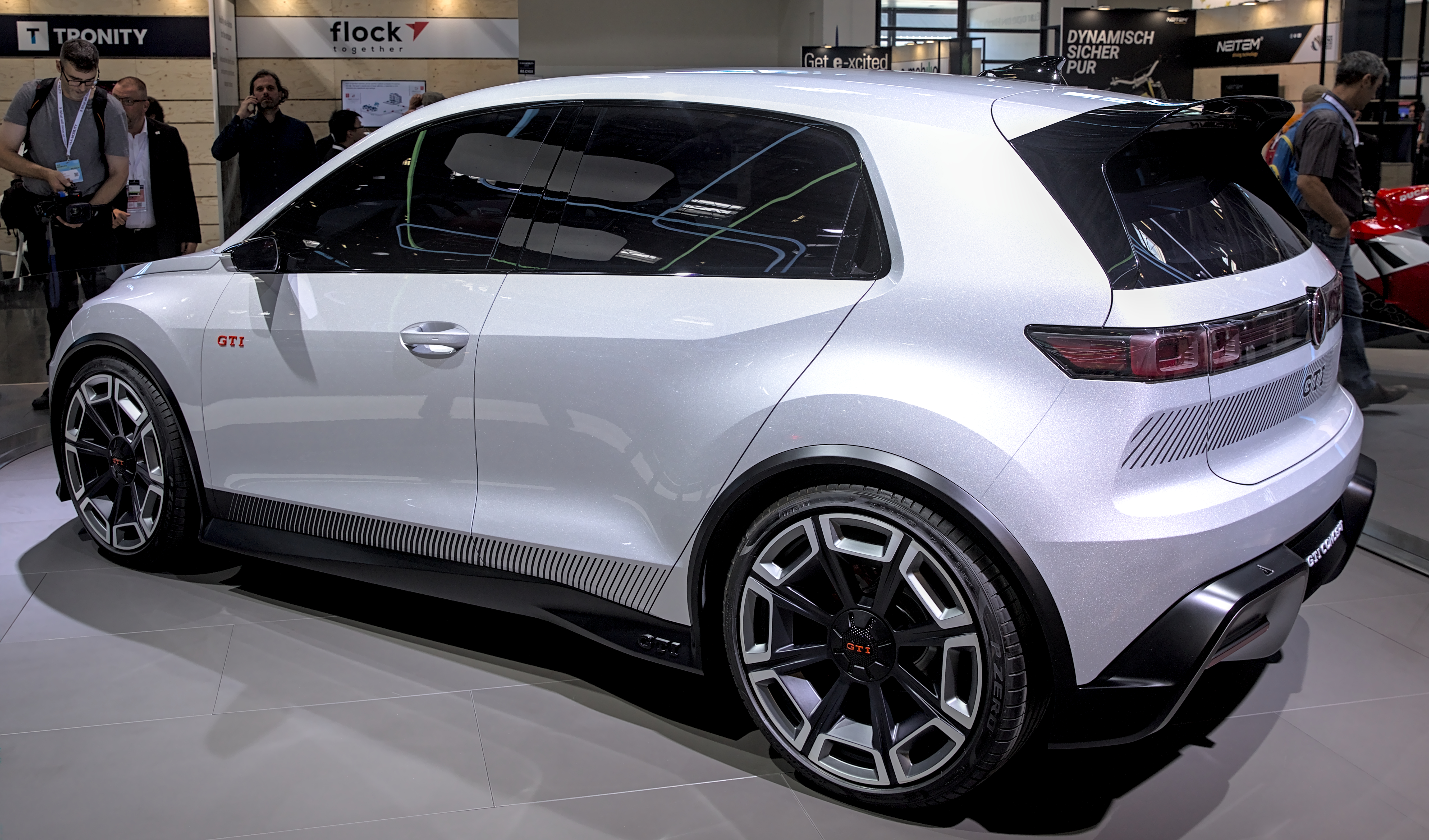
Volkswagen ID.GTI Concept

Volkswagen підтвердив, що спортивна версія ID.2all вже розробляється.
ID.2all використовує скорочену версію електричної платформи MEB із запасом ходу 450 км (280 миль) і потужністю 166 кВт (223 к.с.), розганяючись до 62 миль/год за 7 секунд.

## Модифікації
- електродвигун 223 к.с. дальність ходу	450 км (WLTP)